# IntelliCAD
IntelliCAD – rodzina oprogramowania CAD, charakteryzująca się kompatybilnością z formatem DWG AutoCADa, wykorzystywana do dwuwymiarowego i trójwymiarowego komputerowego wspomagania projektowania. IntelliCAD jest rozwijany przez firmy zrzeszone w IntelliCAD Technology Consortium.

## Wersje
- IntelliCAD 3 – (IntelliCAD 2001) wprowadził złożone rodzaje linii, obcinanie XREF oraz pierwsze wyświetlanie i drukowanie brył ACIS 3D.
- IntelliCAD 4 – wprowadził pełne modelowanie brył ACIS 3D.
- IntelliCAD 5 – wprowadził obszary robocze z kartami i obsługę plików DWF.
- IntelliCAD 6 – wprowadził obsługę kolorów True Color, narzędzie obsług obrazów rastrowych ADeko Raster, podglądanie miniaturek podczas przeglądania plików rysunków, rysowania i przeglądania elementów oraz dołączania plików WAV jako notatek dźwiękowych.
- IntelliCAD 7 – całkowicie zastąpił starą bazę danych podmiotów wewnętrznych ITC i starą „kartę charakterystyk”[1][2][3][4].
- IntelliCAD 8 – wprowadził otwieranie, zapis i tworzenie plików *.dwg, kilka ulepszeń API, w tym aktualizacje bibliotek Open Design Alliance (ODA) Teigha w wersji 3.9.1 oraz obsługę VBA 7.1. Członkowie ITC mają teraz dostęp do kodu źródłowego dla zaawansowanych komponentów renderowania i przetwarzania obrazu[5][6][7][8][9][10][11][12][13]. Nowe funkcje obejmują stany warstw, filtry warstw z wyszukiwaniem, przezroczystość warstw i zamrażanie okienek, niestandardowe pliki menu.cui, szybki wybór, orbity 3D, dodatkowe możliwości siatki, import plików Collada (*.dae), obsługę skompresowanego obrazu rastrowego MrSID MG4 i więcej.
- IntelliCAD 9 – wprowadził wiele nowych funkcji i ulepszeń, w tym natywną obsługę otwierania, edycji i zapisywania plików *.dwg 2018. Ta wersja programu zwiększa jego wydajność w wielu obszarach, z zauważalnym wzrostem prędkości podczas zapisywania plików. Jedynie modyfikacje są zapisywane w plikach *.dwg, co zapewnia dużą szybkość, szczególnie w przypadku dużych plików, które zawierają tylko kilka zmian. Naprawiono także problemy związane z uruchomieniem IntelliCADa na Fall Creators 2017 Microsoft Windows 10[14][15][16][16][17][18].
- IntelliCAD 10 – wprowadził nowy silnik renderowania OpenGL ES. Ta wersja programu zwiększa wydajność w obszarach szybkości i jakości renderowania grafiki, działania interfejsu oraz nowych stylów wizualnych.  Przeprojektowany został również menedżer widoku, który ma więcej dostępnych opcji konfiguracji. IntelliCAD 10 oferuje nowe wprowadzanie dynamiczne, które między innymi obejmuje podpowiedzi poleceń i wskazówki wyświetlane przy kursorze myszki. Nowy silnik otrzymał nową bibliotekę zawierającą materiały, które można przypisać do elementów i warstw, a następnie wyświetlać ze stylami wizualnymi. Wprowadza on również nowe, punktowe źródła światła. Wydana w dniu 29 listopada 2021 wersja 10.1a[19][20], wprowadza obsługę elementów NURBS oraz bezpośrednią obsługę brył 3D w formacie Spatial ACIS.
- IntelliCAD 11 - wprowadził nowe funkcje modelowania. Nowością jest również możliwość wykonywania wirtualnych spacerów oraz przelotów po projekcie wzdłuż zdefiniowanej ścieżki[21][22]. Inne nowości zaimplementowane w IntelliCAD 11 to między innymi poruszanie i obracanie obiektów za pomocą funkcji 3D Positioner, obsługa map numerycznych z plików Postage SQL, MySQL, WSF czy eksport rysunków do plików *.obj. Poprawiono również funkcje audytu rysunków i ich współdzielenia. Rozszerzono funkcjonalność programu o nowe polecenia rysowania 2D oraz obsługę elementów BIM.  Kolejną wersją rozwojową wydaną 20 grudnia 2022 roku jest IntelliCAD 11.1[23] w którym rozwijano funkcje BIM, eksportu do formatu ifc. Rozbudowano narzędzia edycji tabel. Poprawiono obsługę wydruku do PDF, obsługę plików .pc3. Dodano również nowy zestaw poleceń wymiarowania i rysowania.